# Exakta Varex
Die Exakta Varex ist eine historische Kleinbildspiegelreflexkamera. Hergestellt wurde sie von der Firma Ihagee Dresden; Kamerawerke in Verwaltung. Sie ist das Nachfolgemodell der Kine Exakta. Gebaut wurde sie in verschiedenen Varianten von 1950 bis 1970.

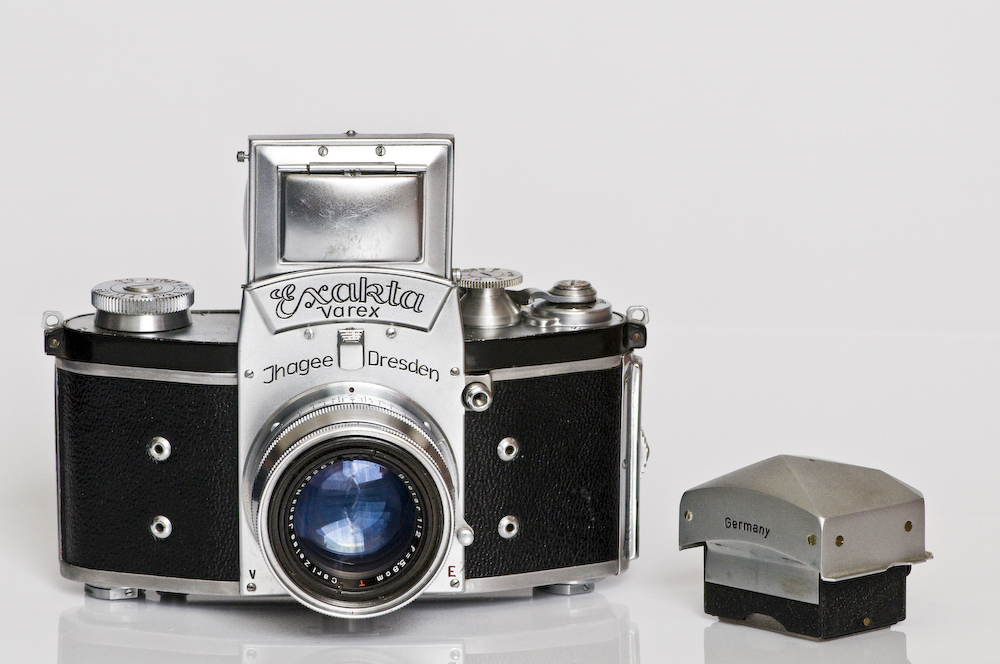
Exakta Varex Typ 1 Hier gezeigt zusammen mit einem nicht originalen Prisma

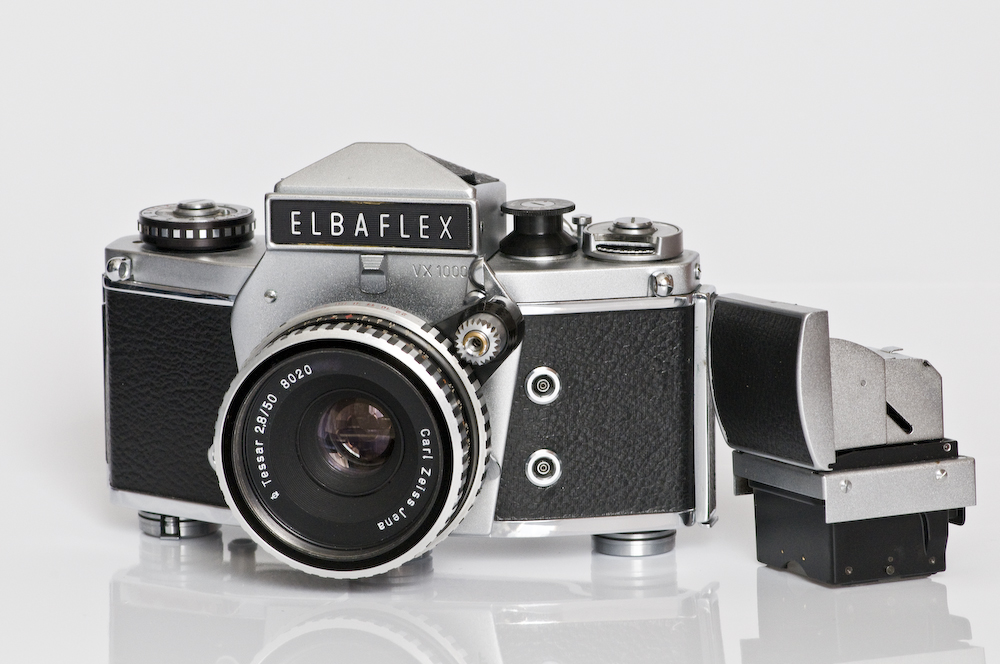
Elbaflex VX 1000. Daneben geöffneter Lichtschacht. Die Ausführung des Objektives wird als VX 1000 Design bezeichnet

## Geschichte
Die Kine Exakta war die erste in Serie produzierte, einäugige Kleinbildspiegelreflexkamera. Der VEB Zeiss Ikon in Dresden brachte 1949 ebenfalls eine Kleinbildspiegelreflexkamera heraus. Die Contax S von Zeiss Ikon verfügte über einen fest eingebauten Prismensucher nach dem Pentaprismaprinzip. Der Prismensucher hat den Vorteil, dass man das Sucherbild seitenrichtig und aufrechtstehend sieht. In einem Lichtschachtsucher hingegen sieht man das Bild seitenverkehrt. Ihagee hatte bereits zuvor zusammen mit Carl Zeiss Jena einen Prismensucher herausgebracht, den man auf den Lichtschacht aufstecken konnte.
Es bot sich daher an, die Kine Exakta 1950 zur Exakta Varex weiterzuentwickeln, bei der der Lichtschacht mit einem Handgriff gegen einen Prismensucher ausgetauscht werden konnte. Die Exakta Varex war damit die erste Kleinbildspiegelreflexkamera mit Wechselsuchern. Später erschienen weitere Wechselsucher wie ein Lupenlichtschacht, oder ein Prisma mit Belichtungsmesser. Auch Fremdfirmen lieferten passende Wechselsucher.

## Technik
Die Exakta Varex unterscheidet sich technisch nur unwesentlich von der Kine Exakta. Im Laufe der langen Bauzeit wurden allerdings einige Veränderungen durchgeführt. Diese betrafen eine Verbesserung des Gehäuses, das zunächst nicht aus einem Stück gefertigt war (die Filmlaufbahn war nur angeschraubt), der Rückwand die nun angelenkt war, des Langzeitenwerkes, sowie die Einführung des Rückschwingspiegels bei der Exakta VX 1000. Darüber hinaus wurden einige kosmetische Veränderungen durchgeführt.

## Varianten
Man unterscheidet zwischen den Varianten:
- Exakta Varex 1950–1951
- Exakta Varex VX 1951–1956
- Exakta Varex VX IIa 1956–1963
- Exakta Varex VX IIb 1963–1967
- Exakta VX 1000 1967–1970
- Exakta VX 500 1969–1971

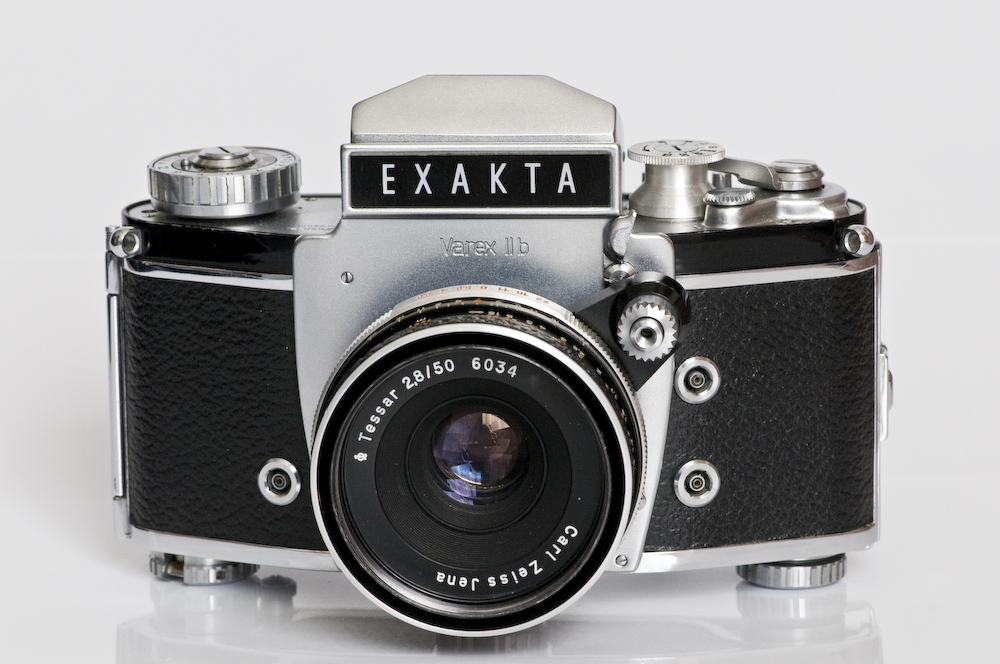
Exakta Varex IIb mit Prismensucher

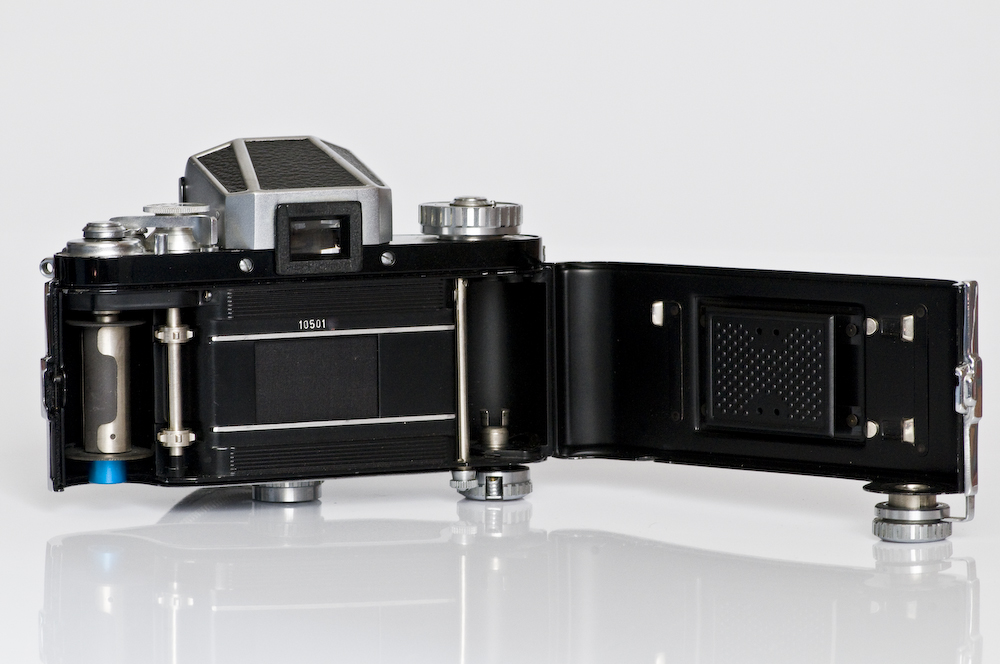
Exakta Varex IIb mit geöffneter Rückwand. Links die herausnehmbare Aufwickelspule

Aus namensrechtlichen Gründen wurden Kameras, die in die USA verkauft wurden, als „Exakta V“ beziehungsweise als „Exakta VX“ bezeichnet. Exakta Vx 1000, die nach Westdeutschland exportiert wurden, erhielten die Bezeichnung „Elbaflex“ Vx 1000.
Im Laufe der Produktion der Exakta Varex VX wurden Normblitzkontakte eingeführt.

Die letzte Serie der Exakta Varex VX IIa (ab 1961) erhielt ein neues Frontschild, sowie einen neu gestalteten Lichtschacht. Zuvor hatte man bei der Exakta Varex VX IIa die Beschriftung verändert, die neue Ausführung hatte nun einen erhabenen Schriftzug.

Die Exakta VX 1000 erhielt ein etwas anderes Gehäuse, die Rückwandverriegelung wurde umgestellt und der Schnellschalthebel bekam ein neues Aussehen. Außerdem wurde sein Arbeitsweg verkürzt. Die wichtigste Veränderung war die Einführung des Rückschwingspiegels. Zuvor war der Spiegel in seiner oberen Position verblieben bis man die Kamera erneut spannte und den Film transportierte.

Die Exakta VX 500 schließlich stellte ein Einfachmodell dar, mit lediglich einer fünfhundertstel Sekunde als kürzester Belichtungszeit und ohne das Langzeitenwerk und das Filmabschneidemesser.

## Wertung
Die Exakta Varex ist die erste Kleinbildspiegelreflex mit einem Wechselsuchersystem. Sie ist damit Vorbild gewesen für eine Reihe von in- und ausländischen Kameras. Zu nennen sind insbesondere die professionellen Systemkameras Nikon F und Canon F-1 mit ihren jeweiligen Nachfolgemodellen, ferner Minolta XM, Pentax LX und Pentacon Super. In der Reportagefotografie konnte sich die Exakta Varex eine gewisse Zeit international behaupten. Aus der wissenschaftlichen Fotografie war sie bis in die jüngere Vergangenheit nicht wegzudenken. Dazu beigetragen hatte, dass die Herstellerfirma bereits in den 50er Jahren das Ihagee-Vielzweckgerät entwickelt hatte: ein hochwertiges, u. a. auf Makro- und Mikrofotografie sowie Reproduktionen spezialisiertes Zubehörsystem.

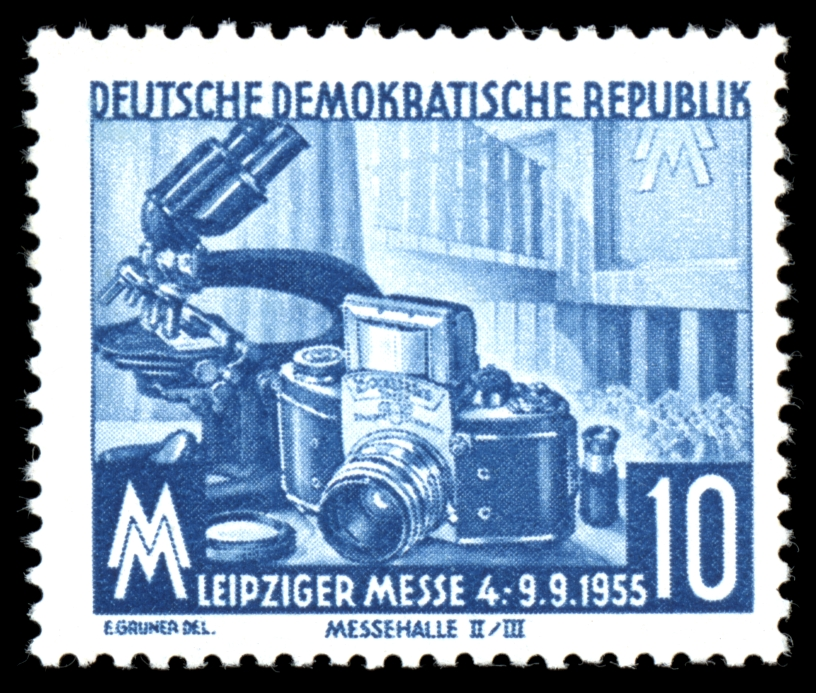
Exakta Varex VX ist auf der 10-Pfennig-Briefmarke der Deutschen Post der DDR

Die Exakta Varex VX ist auf der 10-Pfennig-Briefmarke von 1955 der Deutschen Post der DDR anlässlich der Leipziger Messe abgebildet.